# Burlesque (banda sonora)
Burlesque: Original Motion Picture Soundtrack es la banda sonora de la película homónima estadounidense protagonizada por Christina Aguilera y Cher. Recaudó más de 120 millones solo en taquillas y, sumando las copias de DVD y blue-ray, ha llegado a recaudar más de 300 millones en total.

Después del éxito en taquilla de la película, se lanzó la banda sonora el 22 de noviembre de 2010 por RCA Records. Cuenta con un total de diez temas, ocho interpretados por Christina Aguilera y dos por Cher. Además, Christina Aguilera versionó una canción de la cantante Etta James y de Marilyn Manson incluidas dentro de los ocho temas interpretados por la cantante. Por otro lado, el álbum fue recibido con opiniones mixtas por parte de los críticos, destacando principalmente la habilidad vocal de Aguilera y el regreso de Cher a la música después de siete años de ausencia. Christina recibió una candidatura a los Premios Grammy de 2012 en la categoría de Best Compilation Soundtrack for Visual Media y Diane Warren recibió otra por la composición del tema You Haven't Seen the Last of Me nominado en la categoría Best Song Written For Visual Media.
Esta banda sonora llegó al número uno de la lista Billboard Soundtracks y número dieciocho en la lista Billboard 200, permaneciendo en dicha listas por 112 y 63 semanas respectivamente. Logró estar dentro del Top 10 en países como Austria, Japón, Australia, Taiwán, entre otros mercados importantes alrededor del mundo. Además logró tener dos veces certificado de platino en Taiwán por sus altas ventas, y oro en países como Australia, Japón, Canadá y en Estados Unidos, este último fue certificado por la organización Recording Industry Association of America por vender más de 500 000 copias, donde actualmente lleva más de 643 000 copias en dicho país. Se convirtió en unas de las bandas sonoras con más ventas durante el 2010 y con más ventas durante el 2011. Además la banda sonora de Burlesque se convirtió en el Soundtrack del Año en Japón por sus altas ventas.
En cuanto a las canciones de la banda sonora, no contó con sencillo oficiales ni radiales pero fueron promocionados por la misma Aguilera presentándose en programas de televisión. La canción «Express», la cual fue estrenada el 3 de noviembre de 2010 en On Air with Ryan Seacrest, y se presentó en los American Music Awards 2010. Otra canción «Show Me How You Burlesque», si bien tampoco tuvo lanzamiento radial y se convirtió en la canción más exitosa comercialmente del álbum gracias a sus fuertes ventas digitales ubicándose en las listas de popularidad como la de los Estados Unidos en la tabla Billboard Hot 100, en Canadá, Suiza, Australia y Nueva Zelanda. Con esta misma canción se presentó en Dancing with the Stars.

## Antecedentes
Se confirmó después de que Christina Aguilera terminase su cuarto disco de estudio Bionic (2010), que ella había invitado a Tricky Stewart para empezar a trabajar en la banda sonora de Burlesque de la película. Aguilera y Stewart coescribieron dos canciones para la banda sonora: «Show Me How You Burlesque» y «Express». Además de esto, también trabajó en varias otras pistas para el álbum.
La banda sonora fue confirmada por USA Today, que constaría de 10 canciones. La cantante y compositora Sia trabajó con Christina Aguilera en una canción para la película. Cher grabó dos temas para el álbum; la primera canción «Welcome to Burlesque» y la balada «You Haven't Seen the Last of Me», que fue escrita por Diane Warren y producida por Matt Serletic. Tricky Stewart anunció que trabajó en la producción de varias canciones. El compositor Claude Kelly confirmó que él coescribió tres canciones para la película. El 11 de agosto de 2010 se estrenó un videoclip de Aguilera donde interpreta «Something's Got A Hold On Me» un clásico de Etta James. Se confirmó posteriormente que el álbum contaría con las contribuciones de Linda Perry, Ron Fair y Matt Serletic. Aguilera describió el sonido del álbum como similar al mostrado en su otro álbum de 2006 "Back to Basics", pero con una mezcla de sonidos más modernos, señalando además que «Bound to You» era su canción favorita del álbum, la cual coescribió con la cantante Sia.
Además la banda sonora contiene dos canciones originales de otros cantantes que versionó Christina Aguilera tales como «Something's Got A Hold On Me» de la cantante de soul Etta James extraída del álbum homónimo Etta James de 1962 y «The Beautiful People» —conocida en este álbum como «The Beautiful People (From Burlesque)»— del cantante de heavy metal Marilyn Manson extraída del álbum Antichrist Superstar de 1996.

## Lanzamiento y promoción
Algunos vídeos provenientes de secciones de la película homónima fueron puestos en libertad con fines de promoción, como «Something's Got A Hold On Me», seguido por la canción «I Am a Good Girl» que fue lanzada en noviembre de 2010. El tema «You Haven't Seen the Last of Me» interpretada por Cher, también fue lanzado como un teaser de promoción, el cual tuvo una buena recepción por parte de About.com. El álbum fue lanzado en su totalidad el 15 de noviembre de 2010 en music.aol.com como una herramienta de promoción. El 18 de noviembre de 2010, Aguilera estuvo en el programa de Jay Leno donde interpretó la canción «Bound to You». El 19 de noviembre de 2010, Aguilera dio otra entrevista a la televisión en el programa de Ellen DeGeneres donde cantó por primera vez en vivo «Somethings Got a Hold On Me». Posteriormente Christina Aguilera interpretó el tema «Express» en los American Music Awards 2010, finalizando su promoción en los Estados Unidos con la presentación en el final de temporada de Dancing with the Stars donde cantó por primera vez «Show Me How You Burlesque».

## Canciones destacadas

### «Express»
«Express» es una canción grabada por Christina Aguilera. La canción fue escrita por Aguilera, Christopher "Tricky" Stewart y Claude Kelly, y producida por Stewart. La canción se estrenó 3 de noviembre de 2010, en el aire en el programa de radio con Ryan Seacrest. Obtuvo críticas positivas por los críticos de música, que elogiaron su sonido moderno. Algunos críticos resaltaron que Christina Aguilera sigue siendo una de las mejores cantantes de la historia y la mejor en nuestros tiempos. La canción logró ubicarse en listas de polaridad del Reino Unido, Suiza, Japón, Australia y Estados Unidos.
Aguilera interpretó la canción en 2010 en el programa de televisión británico The X Factor, donde el contenido "sexual" de la presentación cosechó críticas por parte del público británico y dio lugar a una investigación realizada por Ofcom. Aguilera se presentó en la entrega 38.ª de los American Music Awards y fue uno de los aspectos más destacados de la noche, los comentaristas que recibieron Christina esa noche lo compararon con el resultado con la canción «Dirrty» durante la promoción del álbum Stripped de 2002.

### «You Haven't Seen the Last of Me»
«You Haven't Seen the Last of Me», el tema interpretada por Cher, el sencillo fue lanzado en la estación de radio en los Estados Unidos el 15 de enero de 2011, como el primer sencillo para los Estados Unidos de la banda sonora por RCA Records. Antes del lanzamiento, un EP remezcla que incluye versiones de la canción se puso a disposición para comprar las tiendas iTunes el 24 de noviembre de 2010. La canción fue escrito por Diane Warren y producida por Matt Serletic y Mark Taylor, con el producto final de "You Haven't Seen the Last of Me" en una balada.
Tras su lanzamiento, el sencillo fue bien recibido en la mayoría contemporáneos críticos de música, que elogiaron el regreso de Cher, así como la composición de la pista. Por otro lado, la escritora Diane Warren ganó por la canción un Globo de Oro a «la mejor canción original» en los 68.ª edición de los Globos de Oro 2011, y fue nominada a mejor canción escrita para medios visuales a las 54.ª edición anual de los Grammys. El 20 de enero de 2011, el seguimiento alcanzó el puesto número uno en el Billboard Hot Dance Club Play, haciendo a Cher la única cantante en tener un número uno solo en este chart en cada una de las últimas seis décadas. Desde su lanzamiento, "You Haven't Seen the Last of Me" ha sido cubierto por James Franco y CeCe Frey en The X Factor.

### «Bound to You»
«Bound to You» es una canción balada interpretada por Christina Aguilera. Fue coescrita por Sia, que ya había trabajado con Aguilera anteriormente en baladas como «You Lost Me», «All I Need», entre otras, para su álbum Bionic. Líricamente la canción habla que ella ha encontrado el amor verdadero y tenía miedo de confiar en él y caer en sus brazos. La revista Billboard la catalogó como la mejor canción de la banda sonora. Por otra parte la canción fue nominada a los Golden Globes en la categoría Best Original Song. El videoclip de la canción aparece Aguilera arriba de un escenario con un vestido verde elegante ajustado interpretando mientras el público la observa y ella recuerda aventuras con su pareja en la película. Fue interpretada por la misma Aguilera en The Tonight Show with Jay Leno.

### «Show Me How You Burlesque»
«Show Me How You Burlesque» es una canción de la cantante Christina Aguilera. la cual sirve como sencillo promocional de la banda Sonora de Burlesque. Fue escrito por Aguilera, C. "Tricky" Stewart y Claude Kelly y fue producido por Stewart. La canción fue lanzada a la venta en línea en las tiendas iTunes en todo el mundo el 4 de febrero de 2011. Antes de ser puesto en libertad, una versión demo de la canción, titulada "Spotlight" se filtró en Internet.
Tras su lanzamiento, "Show Me How You Burlesque", recibió críticas positivas, principalmente de los críticos de música, que elogiaron como uno de los mejores temas de la banda sonora de Burlesque. En los Estados Unidos, la canción alcanzó el puesto número setenta en el Billboard Hot 100, donde se convirtió la canción más exitosa en este país perteneciente de la banda sonora de la misma. En Canadá la canción alcanzó el número noventa y dos. En Nueva Zelanda debutó en la posición treinta y tres a lo que luego alcanzó el puesto número 8 de dicha lista. En el mismo continente, Oceanía, "Show Me How You Burlesque" debutó en el número 29 en la lista de popularidad de Australia.
Aguilera se presentó en el final de temporada de Dancing with the Stars para interpretar dicha canción con buenas críticas como "la estrella llevó el espectáculo de Burlesque a la vida en una interpretación picante".

## Recepción

### Crítica
La banda sonora recibió críticas generalmente mixtas, Stephen Thomas Erlewine de AllMusic señaló que Christina Aguilera regresa a su era Back to Basics después de haber sido una mujer Biónica y que lo hace majestuosamente al lado de la "diva de divas" Cher. Muchos de los colaboradores de Bionic, también participan de este álbum: Tricky Stewart fue responsable de las canciones más bailables y electrónicas, mientras que Sia Furler coescribió la balada más importante Bound To You. Allmusic le dio a Burlesque (banda sonora) tres estrellas de cinco. Mientras que Slant magazine le dio críticas positivas a la banda sonora, con igualmente tres estrellas de cinco. y argumentó que una colección de Eric Henderson llamó el álbum "post-discoteca remakes de boogie y recreaciones", al comentar sobre Aguilera,". El New York Daily News dio la álbum una crítica agridulce diciendo "Cher pone a cada uno de los sesenta y tras cuatro años de este número, que sale con una canción de la firma que está en ningún campo de forma y de todas las maneras emocionantes", sin embargo, también dijo: "Independientemente de la materia que nos ocupa, sin embargo, Christina lanza constantemente su voz un poco con tal abandono genérico, que no habla de la emoción, sino de atletismo". Billboard con Kerri Mason le dio al álbum una revisión positiva, diciendo que mostró de Aguilera "toque distintivo para el estilo big band", y agregó que su segunda colaboración con Sia Furler, en la canción «Bound to You», "anillos tan verdaderos como el primero, en Bionic".

## Ventas e impacto
En los Estados Unidos, el álbum ha sido certificado disco de oro por la organización RIAA —quien contabiliza las ventas del país— por vender más de medio millón de copias. Ingresó en su primera semana en la posición número 18 de las lista Billboard 200 con 63 mil copias vendidas. Paralelamente debutó en la posición 2 en el listado de Soundtrack Albums Chart y alcanzó posteriormente la posición número 1 de dicha lista, además de durar 112 semanas en el conteo. Por otra parte alcanzó de igual forma la posición número 4 del Digital Albums Chart de la revista Billboard. En el 2013 volvió a entrar a la lista Soundtrack Albums alcanzando la posición número 15, siendo un gran logro tomando en cuenta que la banda sonora salió en el 2010.

La banda sonora de Burlesque alcanzó el número 1 de la lista Soundtrack Albums Chart de Billboard, durando 112 semanas.

El álbum permaneció 64 semanas (no consecutivas) en la lista Billboard 200, siendo unos de los álbumes de Aguilera de mayor permanencia en lista. Según Nielsen SoundScan, hasta septiembre de 2012, Burlesque vendió 727 000 copias en Estados Unidos.
En Canadá la banda sonora debutó en la posición 16 de la lista general de álbumes, cayendo luego a la posición 25 en su segunda semana y manteniéndose en el top 50 hasta su novena semana. También debutó en el conteo canadiense de Top Current Albums en la posición 16, cayendo luego a la posición 22 en su segunda semana. El álbum ha sido certificado oro en ese país tras alcanzar las 40 000 copias vendidas. En las listas de iTunes el álbum logró el alcanzar la posición número uno de los Estados Unidos por varios días al igual que México, y en la posición número tres de Canadá. En Europa en álbum alcanzó posiciones importantes a medida que se estrenaba la película en los distintos países del continente. En Inglaterra el álbum llegó al número 27 en el listado de compilaciones. En los listados generales de álbumes, llega al número 5 en Austria, número 8 en Suiza, número 12 en Alemania, número 38 en Dinamarca, así como en el top 100 de otros países. El álbum encabezó las listas en iTunes de países como los de Alemania, Austria, Suiza y Luxemburgo. El álbum ha tenido buena recepción desde el estreno de la película el 13 de enero de 2011, alcanzando en pocas horas la primera posición en la lista iTunes de los álbumes más vendidos tanto de Australia (donde fue certificado con disco de oro tras alcanzar las 35 mil copias vendidas) como de Nueva Zelanda. En el listado oficial, el álbum se posicionó número 2 en Australia y número 1 en el listado de álbumes digitales. En el continente asiático el álbum ha tenido un éxito relativo, sobre todo en Japón donde vendió cerca de 100 mil copias y permaneció en el top 100 durante 10 semanas, llegando a la posición número 8 de la lista general. En Taiwán el álbum ha encabezado la lista de álbumes gracias al éxito de la película en ese país, donde se mantuvo en la primera posición de taquilla durante 25 días desde su estreno. Posteriormente, lo certificaron doble disco de platino en el país, tras superar las 20 mil copias vendidas. Mundialmente lleva 3 600 000 copias vendidas, convirtiéndolo en la banda sonora más vendida de los últimos 20 años.

## Listas de Canciones
| Standard edition |                                                                   | |                    |          |  |
| N.º              | Título                                                            | Música | Performer          | Duración |  |
| 1.               | «Something's Got A Hold On Me»                                    | Etta James, Leroy Kirkland, Lily Woodland | Christina Aguilera | 3:04     |  |
| 2.               | «Welcome to Burlesque»                                            | Charlie Midnight, Matthew Gerrard, Steve Lindsey, John Patrick Shanley, Cher                                                                                         | Cher               | 2:46     |  |
| 3.               | «Tough Lover»                                                     | Etta James, Joe Josea | Christina Aguilera | 2:00     |  |
| 4.               | «But I Am a Good Girl»                                            | Jacques Morali, Alain Bernardin | Christina Aguilera | 2:29     |  |
| 5.               | «Guy What Takes His Time»                                         | Ralph Rainger | Christina Aguilera | 2:43     |  |
| 6.               | «Express»                                                         | Christina Aguilera, Tricky Stewart, Claude Kelly | Christina Aguilera | 4:20     |  |
| 7.               | «You Haven't Seen the Last of Me»                                 | Diane Warren | Cher               | 3:30     |  |
| 8.               | «Bound to You»                                                    | Christina Aguilera, Samuel Dixon, Sia Furler | Christina Aguilera | 4:23     |  |
| 9.               | «Show Me How You Burlesque»                                       | Christina Aguilera, Tricky Stewart, Claude Kelly | Christina Aguilera | 2:59     |  |
| 10.              | «The Beautiful People (From Burlesque) (cover de Marilyn Manson)» | Ron Fair, Ester Dean, Stefanie Ridel, Tommy Lee James, Nicole Scherzinger, Laura Pergolizzi, Melvin K. Watson, Larry Summerville Jr., Marilyn Manson, Twiggy Ramírez | Christina Aguilera | 3:32     |  |

## Listas de popularidad

### Semanales 2010/2011
| América         |                        |     |     |
| Estados Unidos  | Billboard 200          | 18  | 64  |
| Estados Unidos  | Banda Sonora           | 1   | 112 |
| Estados Unidos  | Álbumes digitales      | 4   | 6   |
| Estados Unidos  | Current Albums         | 18  | 38  |
| Estados Unidos  | Tastemaker Albums      | 18  | 20  |
| Canadá          | Top 100 Albums         | 16  | 34  |
| México          | Top 100 Albums         | 11  | 17  |
| Asia            |                        |     |     |
| Japón           | Oricon                 | 8   | 16  |
| Taiwán          | Top 20 Albums          | 4   | 9   |
| Taiwán          | Top 20 International   | 1   | 20  |
| Oceanía         |                        |     |     |
| Australia       | Top 50 Albums          | 2   | 13  |
| Australia       | Top 50 Digital Albums  | 1   | 23  |
| Australia       | Top 50 Physical Albums | 4   | 11  |
| Nueva Zelanda   | Top 40 Albums          | 5   | 17  |
| Europa          |                        |     |     |
| Austria         | Top 100 Albums         | 5   | 10  |
| Alemania        | Top 100 Albums         | 12  | 7   |
| Bélgica         | Flandes Top 100        | 86  | 4   |
| Dinamarca       | Top 40 Albums          | 38  | 1   |
| Francia         | Top 200 Albums         | 108 | 3   |
| Grecia          | Top 75 Albums          | 26  | 10  |
| España          | Top 100 Albums         | 69  | 6   |
| Italia          | Top 30 Recopilaciones  | 14  | 9   |
| Países Bajos    | Top 100 Albums         | 28  | 3   |
| Polonia         | Top 20 Albums          | 15  | 6   |
| Reino Unido     | Top 100 Recopilatorios | 27  | 10  |
| República Checa | Top 50 Albums          | 29  | 3   |
| Suiza           | Top 100 Albums         | 8   | 15  |

### Semanales 2013
| América                                      |    |
| Estados Unidos (Billboard de Bandas Sonoras) | 15 |

### Anuales 2011
| Listas anuales 2011                        |    |
| Australia (ARIA Charts)                    | 44 |
| Japón (Billboard)                          | 73 |
| Suiza Swiss Albums Chart                   | 92 |
| Taiwán 'Western Albums of the Year'        | 4  |
| Estados Unidos Billboard 200               | 53 |
| Estados Unidos Billboard de Bandas Sonoras | 3  |

## Certificaciones
| País           | Organismo certificador | Certificación    | Ventas certificadas | Simbolización | Ref.          |
| -------------- | ---------------------- | ---------------- | ------------------- | ------------- | ------------- |
| Estados Unidos | RIAA                   | Disco de oro     | 500.000+            |               | [ 42 ]        |
| Canadá         | CRIA                   | Disco de oro     | 40.000+             |               | [ 43 ]        |
| Japón          | Oricon                 | Disco de oro     | 100.000+            |               | [ 44 ] [ 2 ]  |
| Australia      | ARIA                   | Disco de oro     | 35.000+             |               | [ 44 ]        |
| Taiwán         | RIT                    | Disco de platino | 27.000+             |               | [ 45 ] [ 46 ] |

### Premios y nominaciones
| Año                    | Premiación    | Premio                                       | Nominación                                                       | Resultado | Ref.   |
| ---------------------- | ------------- | -------------------------------------------- | ---------------------------------------------------------------- | --------- | ------ |
| Nominaciones y premios |               |                                              |                                                                  |           |        |
| 2011                   | Golden Globes | Best Original Song                           | Christina Aguilera, Samuel Dixon & Sia Furler con «Bound to You» | Nominado  | [ 47 ] |
| 2011                   | Golden Globes | Best Original Song                           | Diane Warren con «You Haven't Seen the Last of Me»               | Ganador   | [ 47 ] |
| 2012                   | Grammys       | Best Compilation Soundtrack for Visual Media | Christina Aguilera en la Banda Sonora                            | Nominado  | [ 48 ] |
| 2012                   | Grammys       | Best Song Written For Visual Media           | Diane Warren con «You Haven't Seen the Last of Me»               | [ 48 ]    |        |

## Fechas de lanzamiento
| País            | Fecha                   | Disquera                 |
| --------------- | ----------------------- | ------------------------ |
| Alemania        | 19 de noviembre de 2010 | Sony Music Entertainment |
| Reino Unido     | 22 de noviembre de 2010 | Sony Music Entertainment |
| Estados Unidos. | 22 de noviembre de 2010 | RCA Records              |

## Personal
| - Christina Aguilera - compositor, arreglo vocal, productor vocal - Cher - voz - Jess Collins - voz (al fondo) - Gene Cipriano - saxofón (tenor) - Lauren Chipman - viola - Daphne Chen - violín - Andrew Chavez - Pro-Tools - Chris Chaney - bajo - Alejandro Carballo - trombón - Frank Capp - castañuelas - Jebin Bruni - Piano - Richard Brown - Pro-Tools - Leonardo Duran- voz - Felix Bloxsom - tambores - Stevie Blacke - chelo, viola, violín - Charlie Bisharat - violín - Alain Bernardin - compositor - Robert Bacon - guitarra - Aspers primavera - ejecutivo a cargo de la música - Keith Armstrong - asistente de mezcla - Alex Arias - asistente, ingeniero, Pro-Tools - Steven Antin - productor ejecutivo soundtrack - Alex Al - bajo acústico - Thomas Aiezza - ingeniero asistente - Andrew Wuepper - ingeniero, ingeniero cuerno, ingeniero de percusión - Perla Bosques - compositor - Ben Wendell - saxofón - Roy Weigand - trompeta - Eric Weaver - asistente - Melvin K. Watson - compositor - Diane Warren - compositor - Ian Walker - contrabajo - Lia Vollack - ejecutivo a cargo de la música - Gabe Veltri - ingeniero - Rich productor vocal Rey - Stephen Vaughan - fotografía - Doug Trantow - ingeniero, Pro-Tools - Brad Townsend - mezcla - Pat Thrall - ingeniero - Brian "B-Luv" Thomas - ingeniero, ingeniero cuerno, ingeniero de percusión - Chris Tedesco - contratación - Mark Taylor - productor vocal - Larry Summerville, Jr. - compositor - C. Stewart "Tricky" - compositor, productor, productor vocal - Eric Primavera - ingeniero - Sia Furler - compositor - Josh Freese - batería - Ron Fair - arreglista, compositor, productor, arreglo vocal, productor vocal - Peter Erskine - batería - Ron Dziubla - saxo barítono - George Doering - guitarra - Richard Dodd - chelo - Marcos Dobson - ingeniero - Samuel Dixon - compositor, percusión, productor, programación - Ester Dean - compositor - Buck Damon - supervisor musical - Jim Cox - arreglos de vientos, piano - Pablo Correa - percusión - Arturo Solar - trompeta - Joel Shearer - guitarra | - John Patrick Shanley - compositor - Gus Seyffert - contrabajo, bajo eléctrico, guitarra barítono - Matt Serletic - arreglista, productor, teclados, programación - La Sección Quartet - cadenas - Andrew Schubert - mezcla - Nicole Scherzinger - compositor - John Salvatore Scaglione - guitarra - Stefanie Ridel - compositor - Twiggy Ramirez - compositor - Oscar Ramírez - ingeniero, ingeniero vocal - Ralph Rainger - compositor - Cristiana Plata - asistente - Phantom Boyz - arreglista, teclados, productor, programación - Linda Perry - ingeniero, productor - Laura Pergolizzi - compositor - Gordon Peeke - batería, percusión - Pablo III - bajo acústico - Ray Parker, Jr. - guitarra - Mimi Parker - asistente - 'Lil' Tal Ozz - asistente - Geoff Nudell - clarinete - Michael Neuble - tambores - Luis Navarro - asistente - Jamie Muhoberac - teclados - Jacques Morali - compositor - Dean Mora - arreglos de vientos, la transcripción - Peter Mokran - mezcla - Charlie Midnight - compositor - Jim McMillen - trombón - Andy Martin - trombón - Manny Marroquin - mezcla - Marilyn Manson - compositor - Chris Lord-Alge - mezcla - Steve Lindsey - compositor, productor - Mike Leisz - asistente - Juan Manuel Leguizamón - percusión - Greg Kurstin - Piano - Oliver Kraus - arreglos de cuerda, ingeniero cadena, cadenas - Leroy Kirkland - compositor - James King - saxofón - Claude Kelly - compositor, productor vocal - Rick Keller - saxo alto - Nik Karpen - asistente de mezcla - Alan Kaplan - trompeta - Joe Josea - compositor - Jaycen Joshua - mezcla - Tommy Lee James - compositor - Etta James - compositor - Graham Hope - asistente - Marcos Hollingsworth - saxo tenor - Dan Higgins - clarinete, saxo barítono - Tal Herzberg - ingeniero, Pro-Tools - Trey Henry - bajo - Erwin Gorostiza - dirección de arte, diseño - Eric Gorfain - arreglos de cuerda, violín - Matthew Gerrard - compositor, productor - Jesús Garnica - asistente - Brian Gardner - mastering - Chris Galland - asistente - James Gadson - tambores |